# Bavaria (Studentenverbindung)
Bavaria ist der Name von Studentenverbindungen mit Bezug auf das Königreich Bayern und den Freistaat Bayern.

## Liste nach Korporationsverbänden

### Im Burschenbunds-Convent
- Burschenbund Bavaria zu Frankfurt am Main

### Im CC
- Landsmannschaft Bavaria zu Weihenstephan

### Im KSCV
- Corps Bavaria München
- Corps Bavaria Würzburg
- Corps Bavaria Erlangen

### Im WSC
- Corps Bavaria Stuttgart

### Im Kartell-Convent
- Bavaria Heidelberg

### Im CV
- KDStV Bavaria Berlin im CV et KDV
- KDStV Bavaria Bonn im CV

### Im ÖCV
- AV Raeto-Bavaria Innsbruck
- KaV Saxo-Bavaria Prag in Wien

### Im KV
- KStV Rheno-Bavaria München
- KStV Bavaria Freiburg

### Bund Nürnberger Studenten
- Burschenschaft Bavaria Nürnberg
- Landsmannschaft Bavaria Nürnberg im MSC und BNSt

### Ohne Dachverband
- Corps Bavaria Karlsruhe